# Launaguet
Launaguet är en kommun i departementet Haute-Garonne i regionen Occitanien i södra Frankrike. Kommunen ligger i kantonen Toulouse 14e Canton som tillhör arrondissementet Toulouse. År 2022 hade Launaguet 9 216 invånare.

## Befolkningsutveckling
Antalet invånare i kommunen Launaguet
Referens:INSEE

## Monument

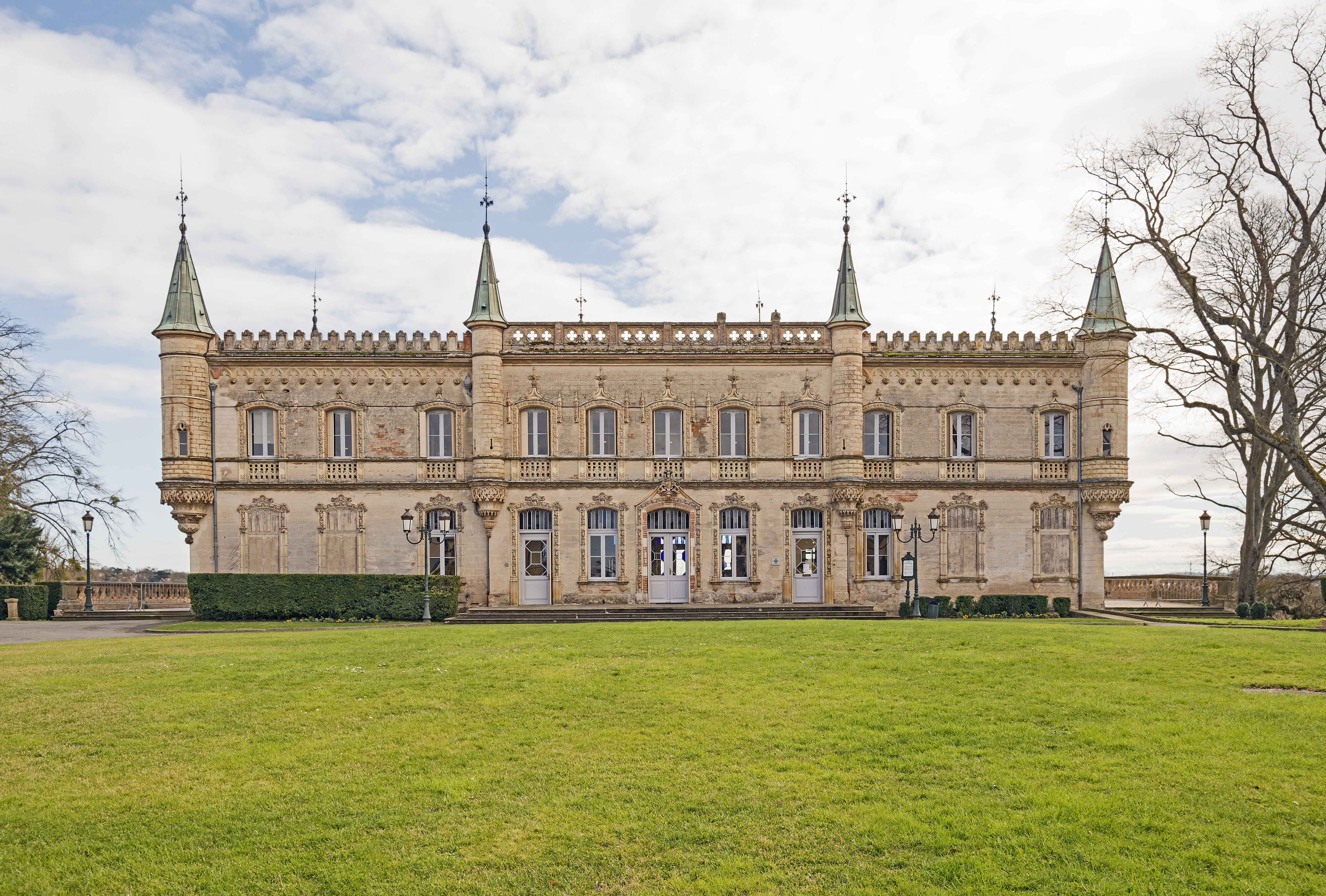
Slottet-Fasad.
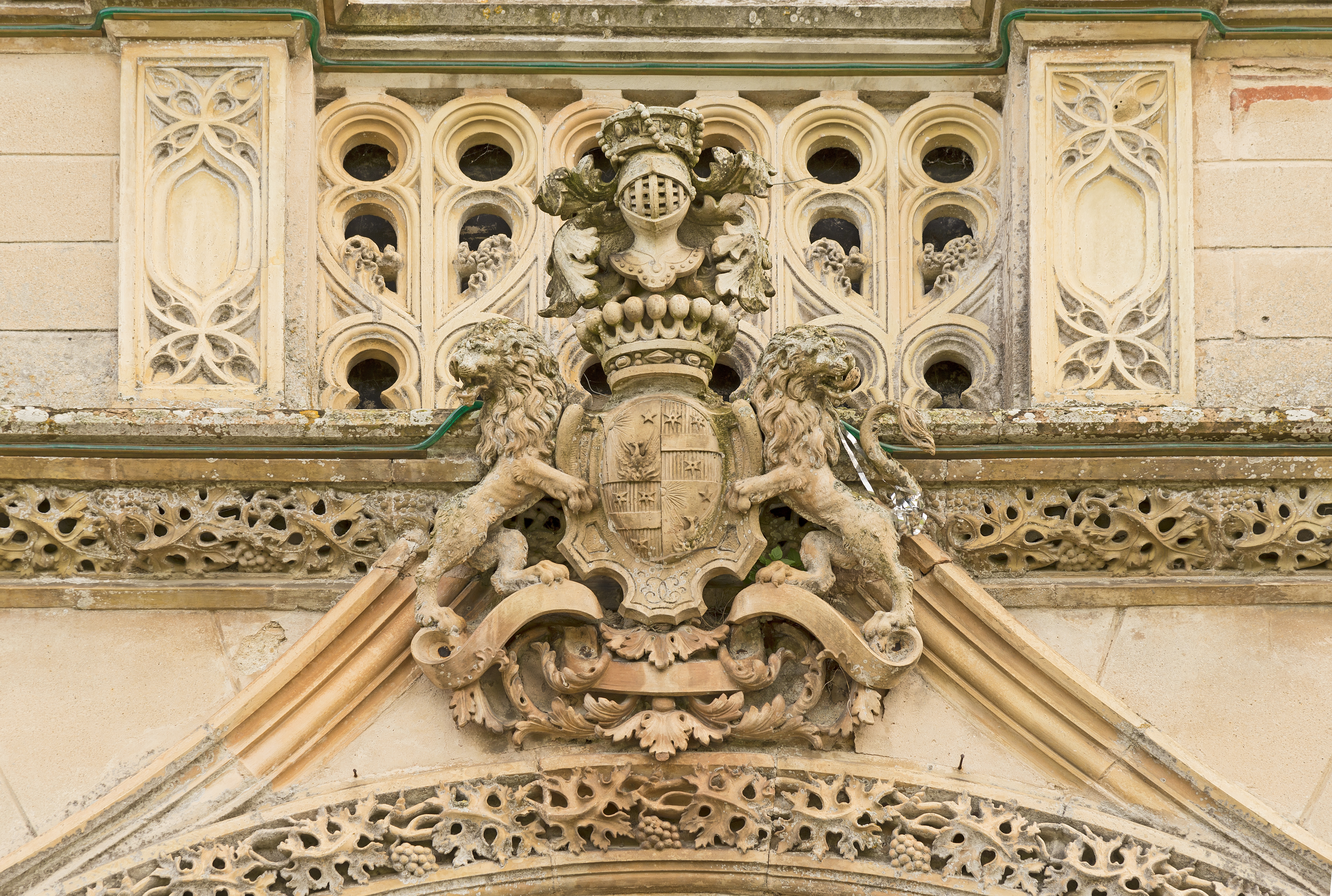
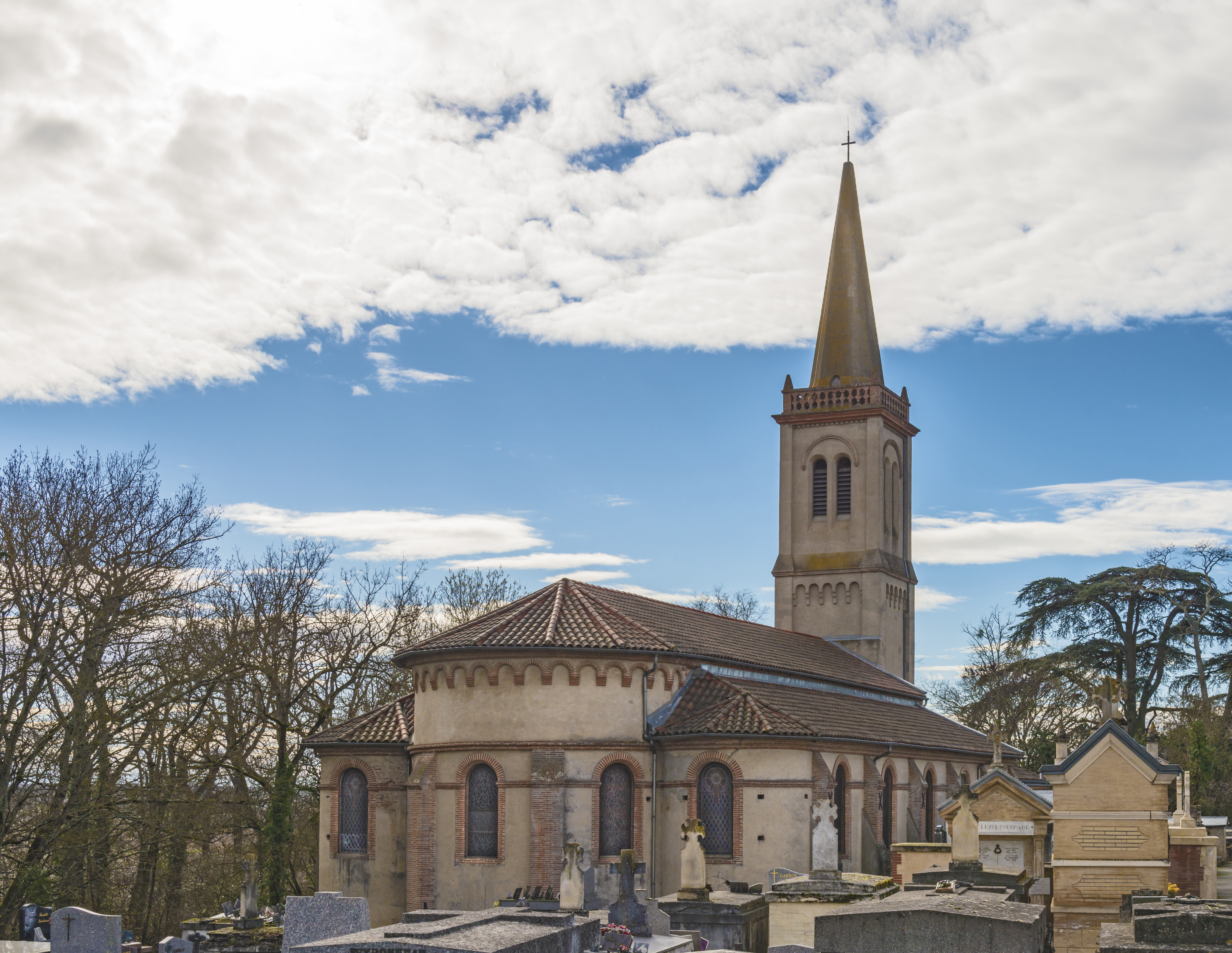
Kyrkan "Saint Barthélemy" - The absiden.
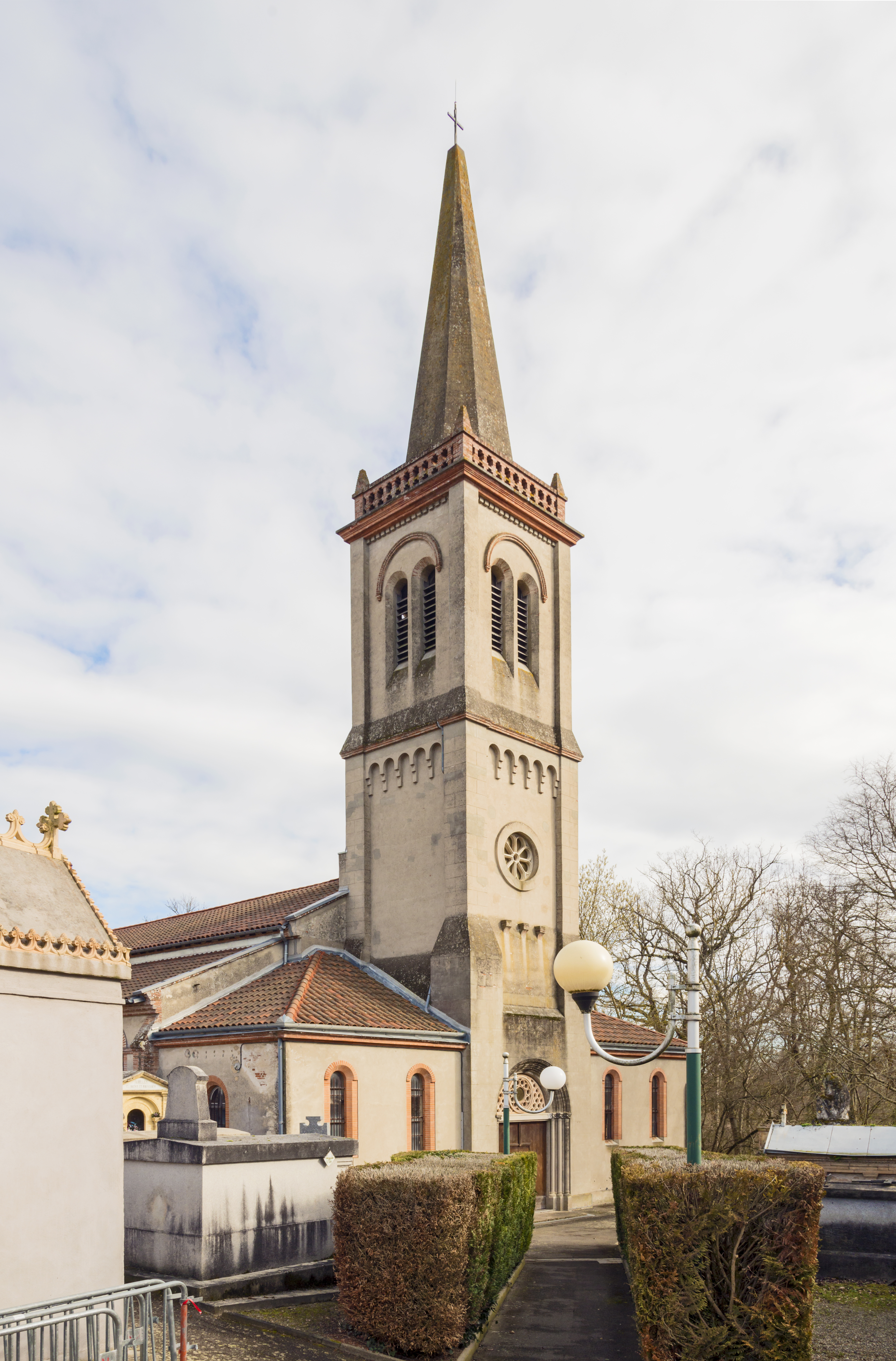
Klockstapeln.